# All Night (R5)
All Night è un singolo del gruppo musicale statunitense R5, pubblicato nel 2015 ed estratto dall'album Sometime Last Night.

## Tracce
- Download digitale

1. All Night – 3:43